# Barnásvörös tejelőgomba
A barnásvörös tejelőgomba (Lactarius badiosanguineus) a galambgombafélék családjába tartozó, Európában és Észak-Amerikában honos, fenyvesekben élő, nem ehető gombafaj. 

## Megjelenése
A barnásvörös tejelőgomba kalapja 2-8,5 cm széles, alakja fiatalon domború, majd laposan kiterül, közepén bemélyedve. Széle fiatalon aláhajló. Felszíne sima, szárazon matt, nedves időben tapadós, fényes. Színe egyenletes vörösbarna vagy mély barnásvörös, zónázottság vagy foltok nélkül. 
Húsa fehéres vagy rózsás, levegőn nem változik. Sérülésre fehér tejnedvet ereszt; színe ennek sem változik. Szaga nem jellegzetes vagy kissé ánizsos, fűszeres; íze kesernyés vagy nem jellegzetes.  
Sűrű lemezei tönkhöz nőttek vagy némileg lefutók. Színük sárgás vagy halványnarancs, idősen tompa fahéjbarnára változik. 
Tönkje 3-9 cm magas és max. 1,5 cm vastag. Alakja nagyjából egyenletesen hengeres. Felszíne sima, színe a kalapénak megfelelő, csak halványabb.
Spórapora krémszínű. Spórája széles elliptikus; felszínén a csomók és köztük futó gerincek mintákba rendeződnek; mérete 7-9 x 5,5-7 µm.

### Hasonló fajok
A tőzegmoha-tejelőgomba, a rőt tejelőgomba, az enyhe tejelőgomba, a kámfor-tejelőgomba, a vörösbarna tejelőgomba, a húsvörös tejelőgomba, a narancsvörös tejelőgomba, a kései tejelőgomba hasonlít hozzá.  

## Elterjedése és termőhelye
Európában és Észak-Amerikában honos. Magyarországon nagyon ritka. 
Fenyvesekben él, luccal, jegenyefenyővel (esetleg egyéb fenyőkkel) alkot gyökérkapcsoltságot. Sokszor nedves, mocsaras talajon található. Késő nyártól őszig terem. 

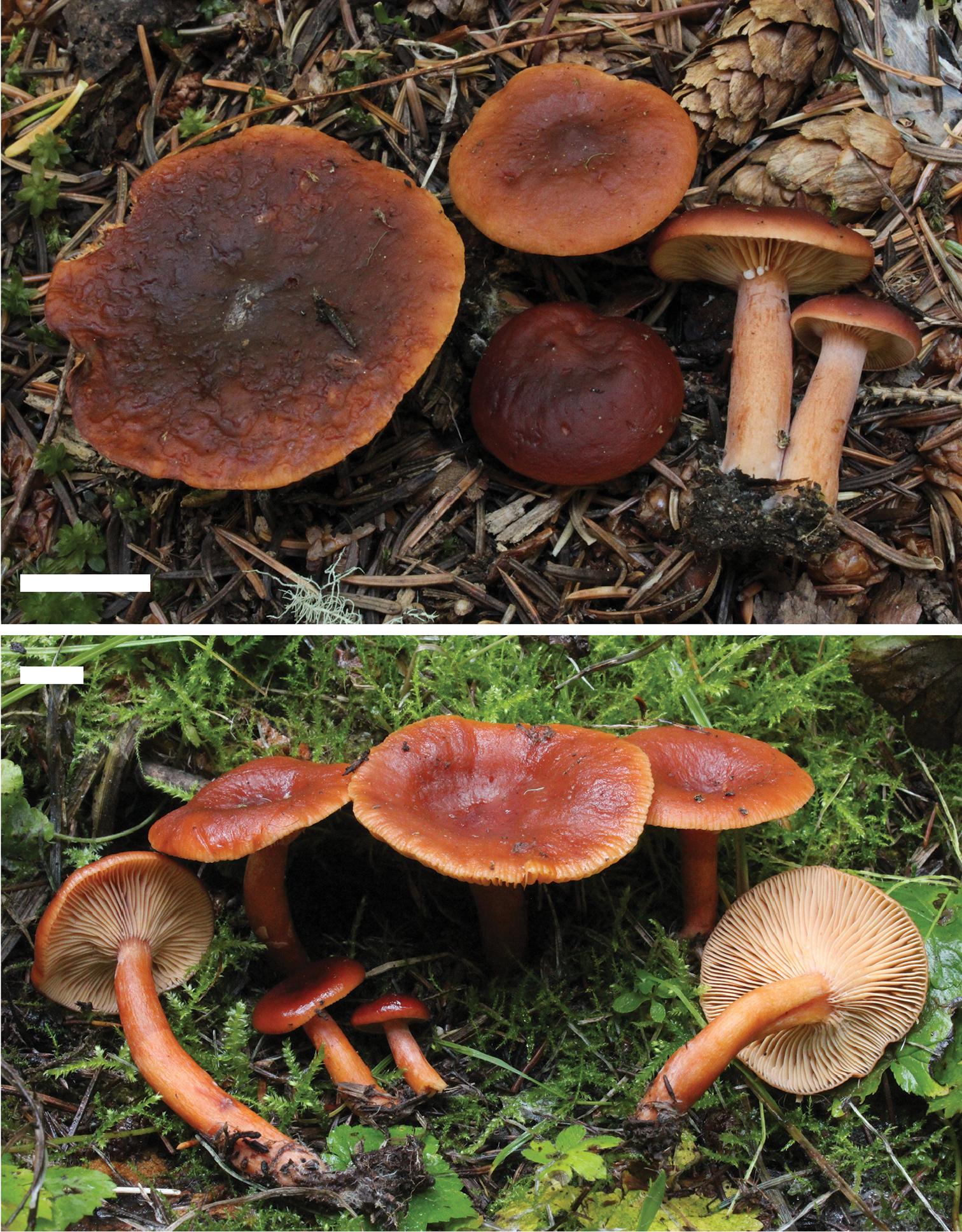
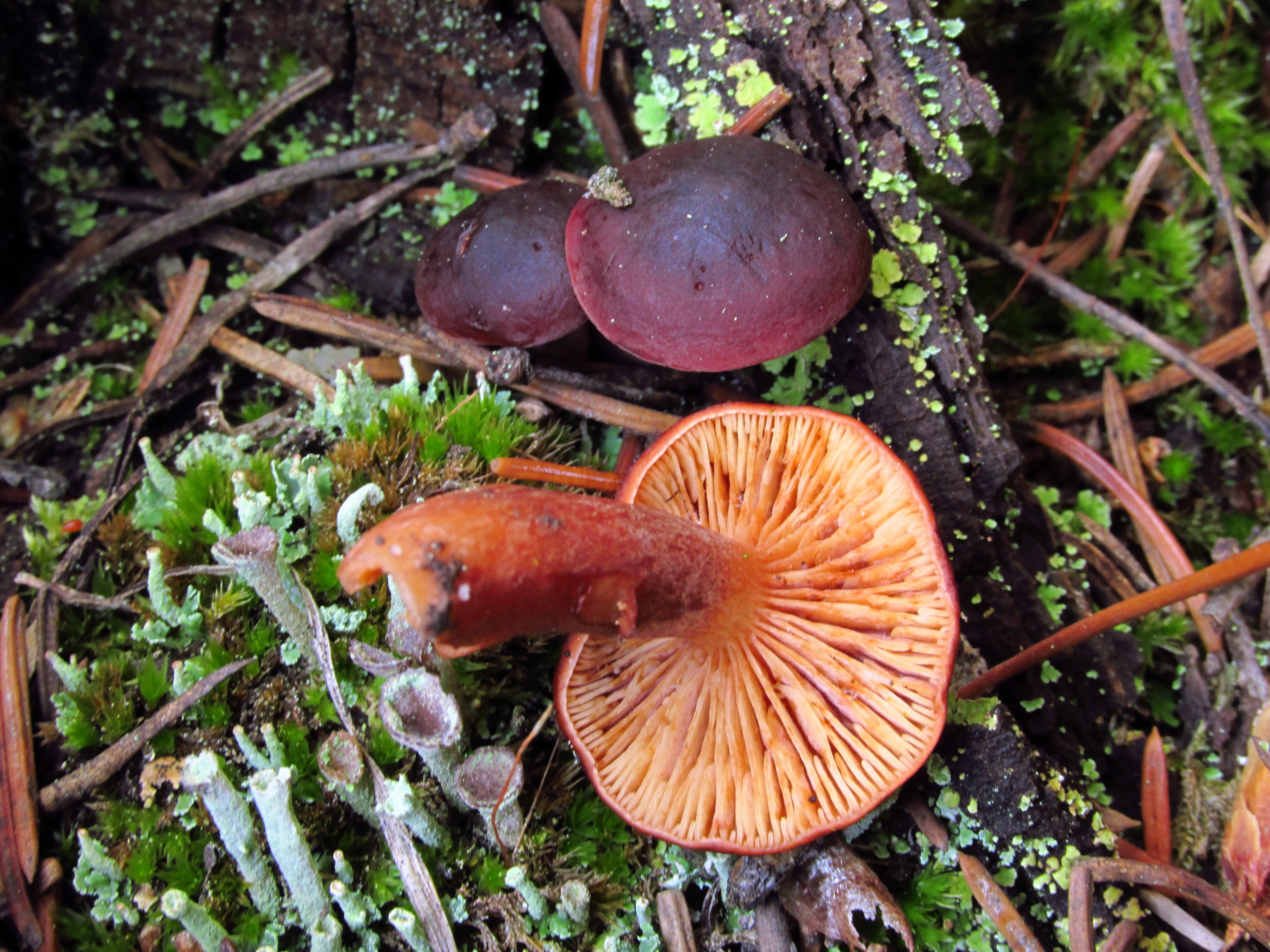
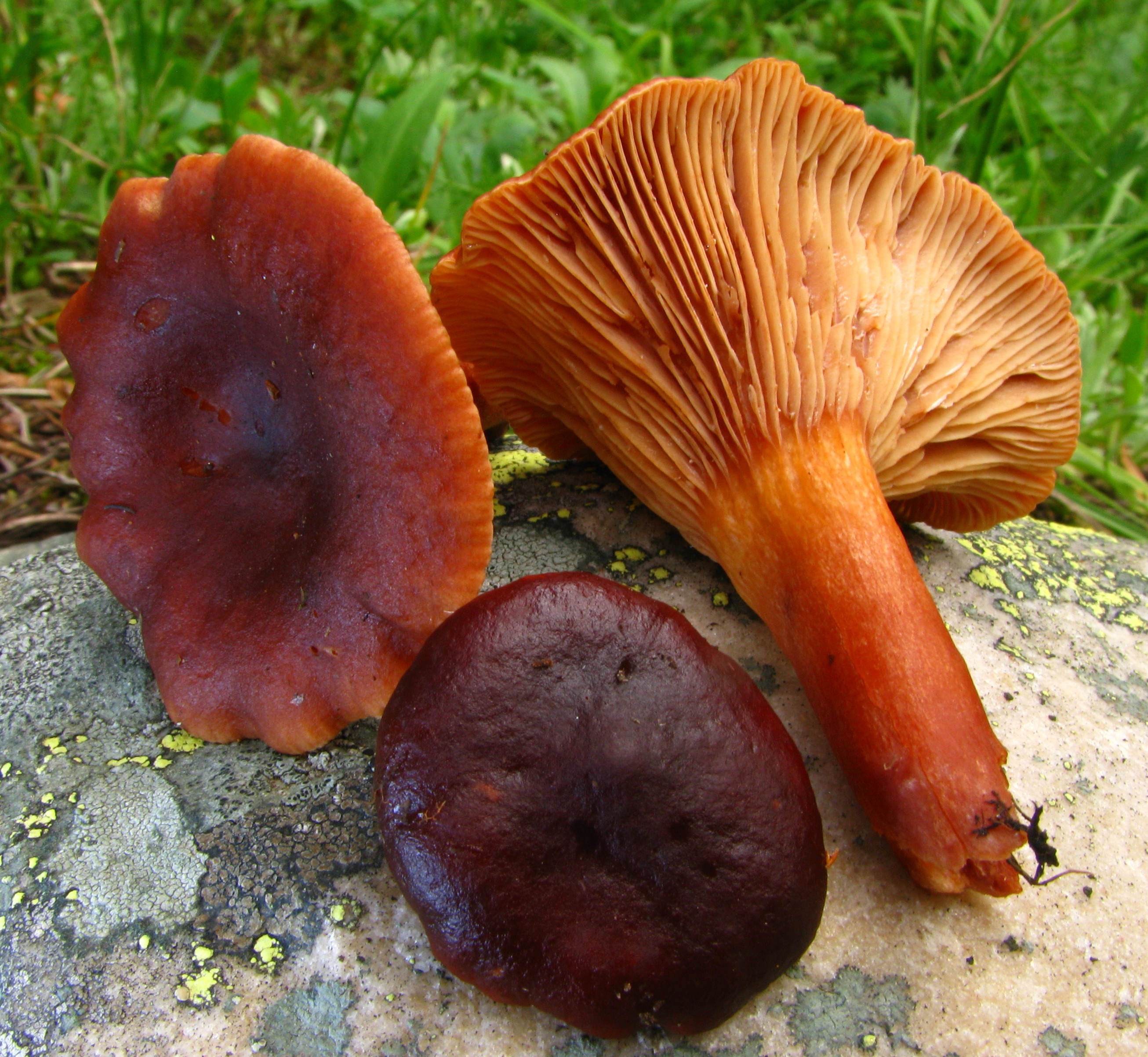
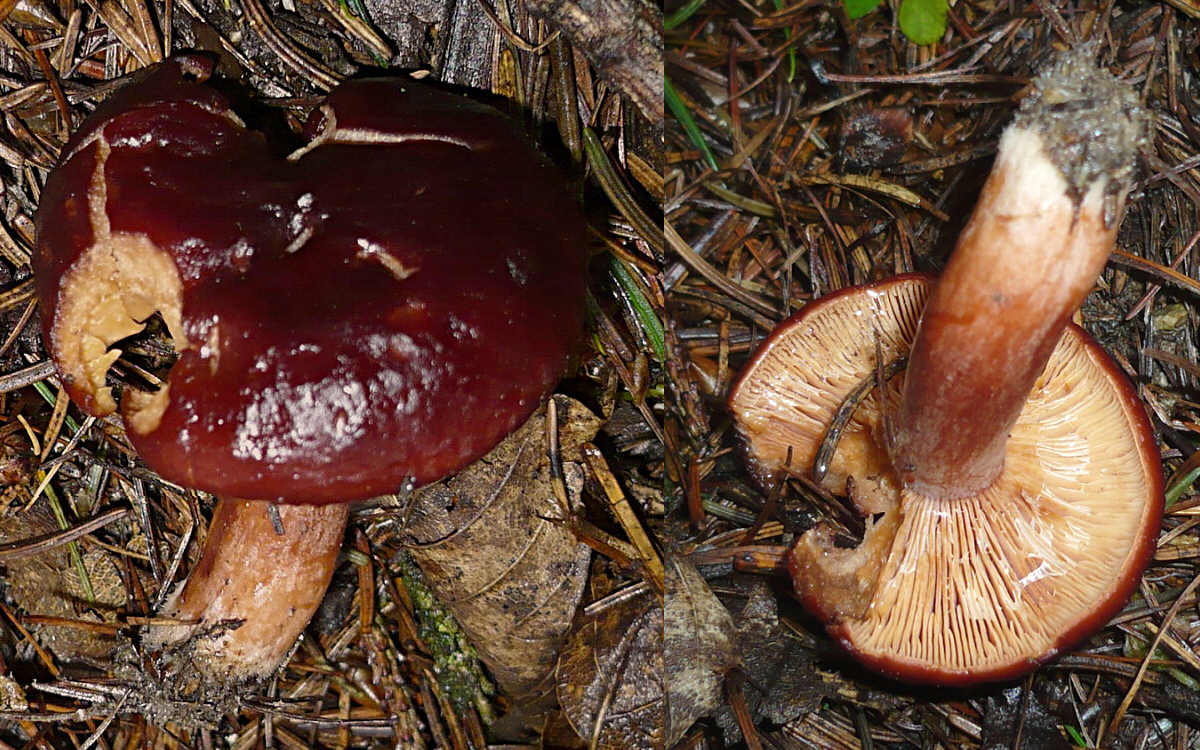

Nem ehető. 